# Bồ Lý
Bồ Lý là một xã thuộc huyện Tam Đảo, tỉnh Vĩnh Phúc, Việt Nam.
Xã có diện tích 9,34 km², dân số năm 2003 là 5.111 người, mật độ dân số đạt 547 người/km².

## Đình Bồ Lý
Di tích đình Bồ Lý thờ phụng hai vị thành hoàng làng là tướng nhà Đinh: Giàn Sơn Linh Ứng tôn thần và Giang Khẩu Hộ Sát Linh Thính tôn thần có công giúp vua Đinh Tiên Hoàng dẹp loạn 12 sứ quân, bảo vệ chủ quyền, thống nhất đất nước Đại Cồ Việt.